# Orfű
Orfű es un pueblo ubicado en el distrito de Pécs, en el condado de Baranya, Hungría.

## Superficie
Posee una superficie de 32,15 kilómetros cuadrados.

## Demografía
Hasta 2019 la población era de 989 habitantes, con una densidad de población de 30,76 habitantes por kilómetro cuadrado.